# ケビン・シストロム
ケビン・シストロム（Kevin Systrom、1983年12月30日 - ）は、アメリカ合衆国のプログラマ、起業家。Instagram共同創業者で元CEO。

## 来歴
マサチューセッツ州ホリストンに生まれる。父ダグはTJXカンパニーズの人事担当副社長で、母ダイアンは ジップカーのマーケティング担当幹部である。
ミドルセックス・スクールに通っており、高校時代はボストンのレコード音楽店ボストン・ビートで働いていた。2006年にスタンフォード大学で経営科学科と工学の学士号を取得して卒業した。スタンフォード大学在学中にマイク・クリーガーに出会い、共にメイフィールド・フェローズ・プログラムに参加していた。また、スタンフォード大学では友愛団体シグマ・ニューのメンバーでもあった。
スタンフォード大学卒業後、Googleにプロダクトマーケティングマネージャーとして入社し、GmailやGoogle カレンダー、Google ドキュメント、Google スプレッドシート等のマーケティングプロジェクトに携わった。2年後にGoogleを退社した。
2010年10月、カリフォルニア州サンフランシスコにてクリーガーと共にInstagramを共同設立。2012年4月、InstagramをFacebook, Inc（現：Meta Platforms, Inc.）に対して10億ドルで売却した。複数の報道によると、この取引によりシストロムは事業の所有権に基づき4億ドルの利益を得たという。その後もInstagramのCEOおよびディレクターを務めていたが、2018年9月をもってクリーガーと共にInstagramを退社した。
2020年4月18日、クリーガーと共に新型コロナウイルス感染症のアメリカ合衆国の州ごとの広がりを視覚化するWebサイト「rt.live」を公開した。
2023年1月31日、クリーガーと共にAI活用ニュースアプリ・Artifactを発表した。しかし、わずか1年後の2024年2月末をもってArtifactの全てのサービスを終了すると発表した。

## 人物
2016年10月31日、カリフォルニア州ナパにてクリーンエネルギー投資会社スートロ・エナジー・グループ創業者兼CEOであるニコール・シストロム（旧姓：シュエッツ）と結婚した。ニコールとはスタンフォード大学で出会い、2014年に婚約した。